# 王子桥
王子桥（英語：Princes Bridge）是澳大利亚墨尔本市中心的一座桥梁，横跨雅拉河。它建在该市最古老的河流交叉口之一的原址上，形成从南部进入中心城市的门户。该桥连接雅拉河北岸的斯旺斯顿街与南岸的圣基尔达路（St Kilda Road），承载汽车、电车和行人交通。这座桥建于1888年，被列入维多利亚遗产名录（Victorian Heritage Register）。，
由于其位置，王子桥通常是墨尔本庆祝活动的焦点，如穆姆巴节（Moomba）、跨年等许多庆祝活动在流经城市的雅拉河上举行。

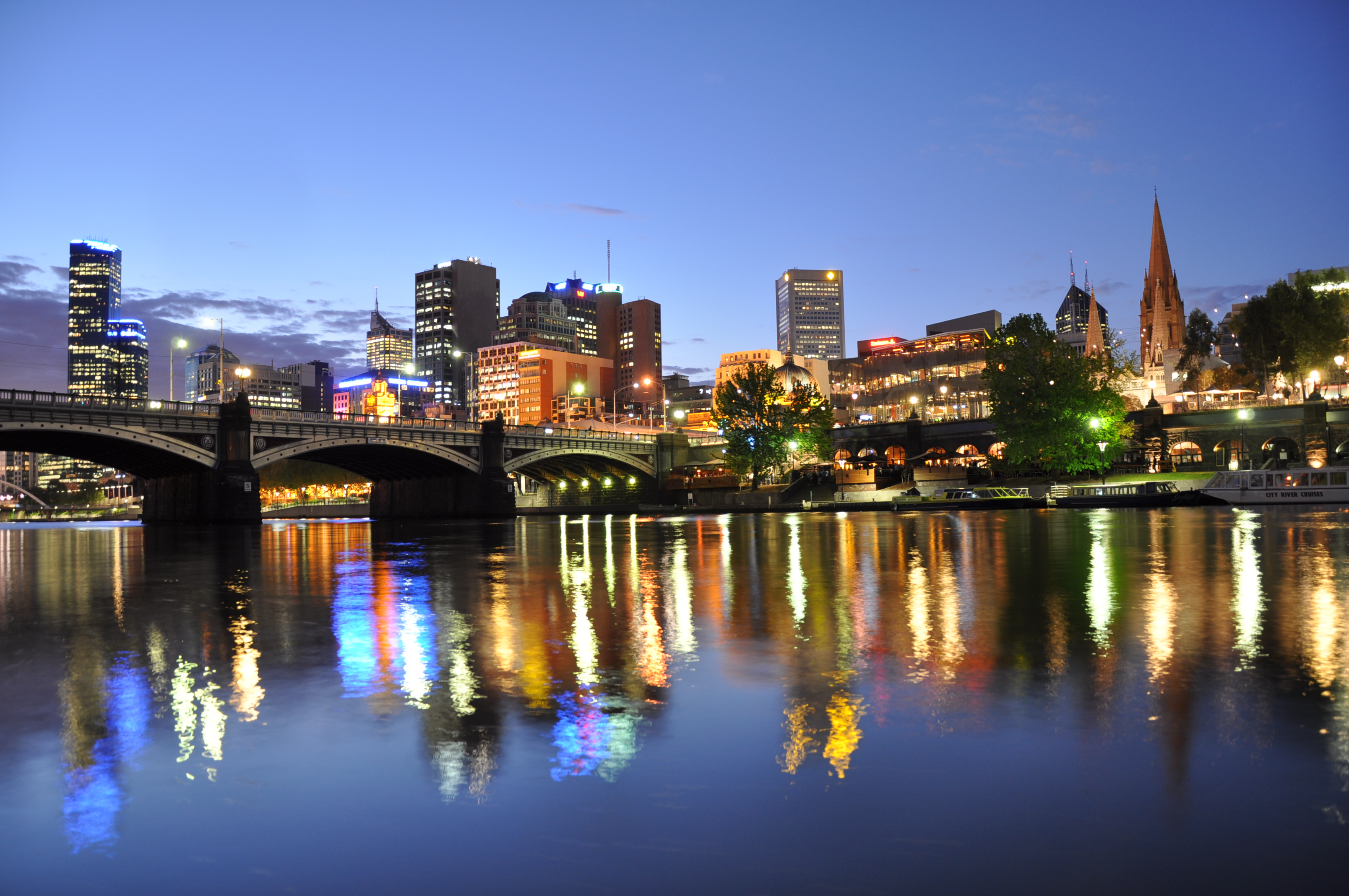
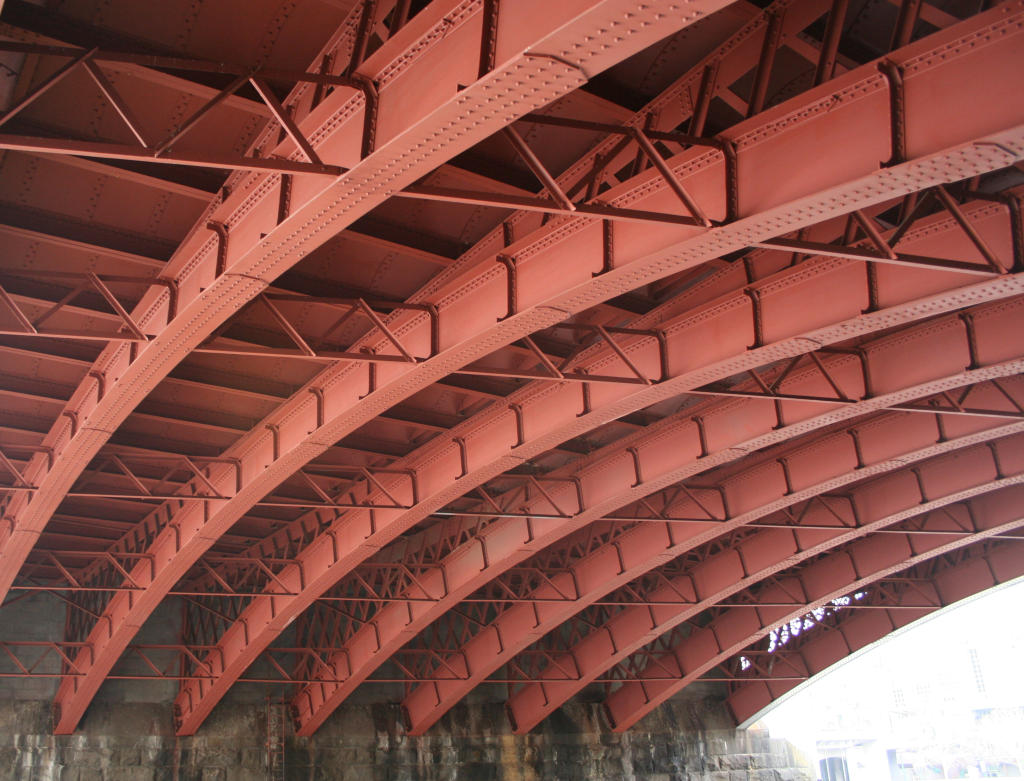
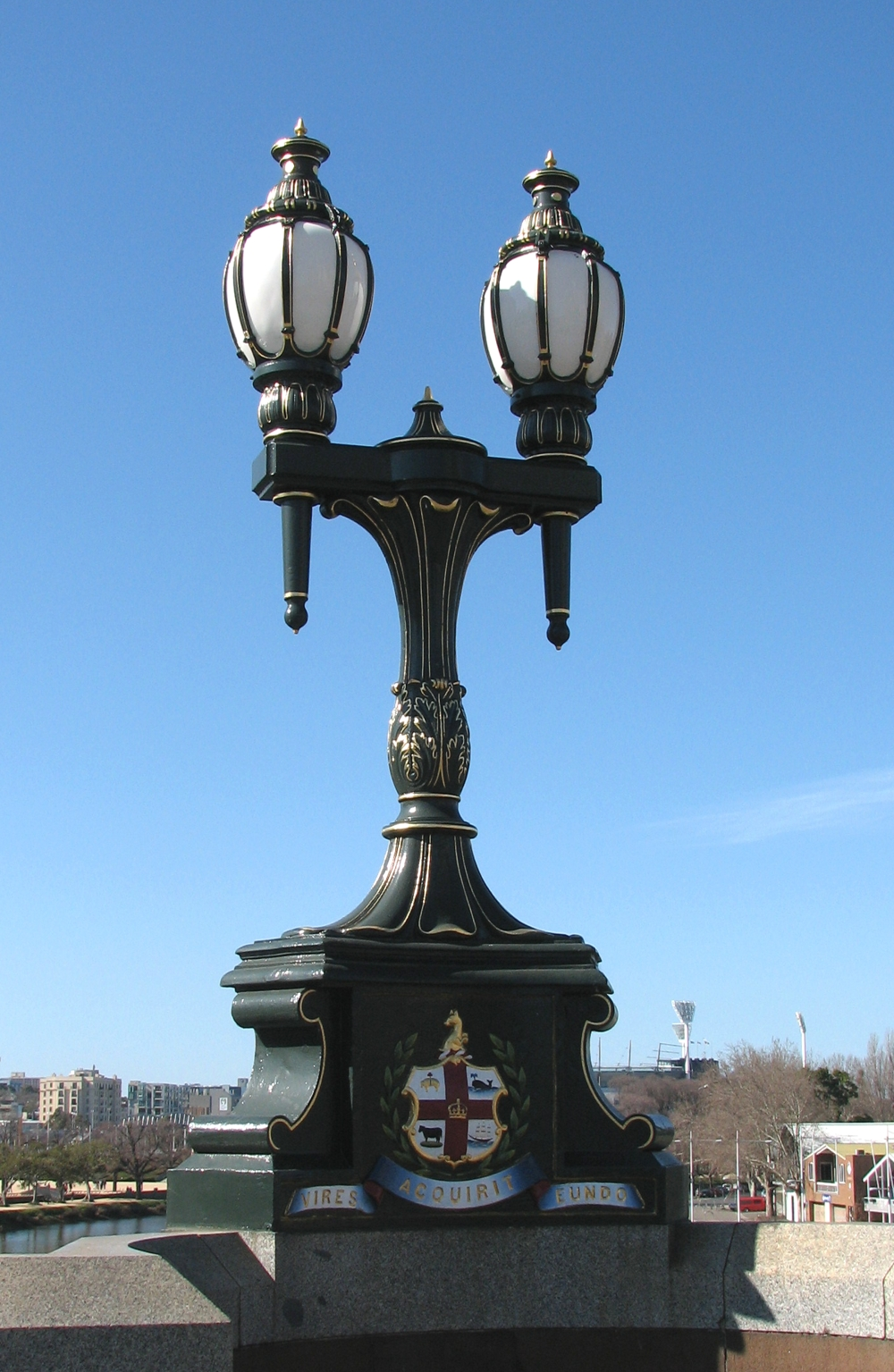
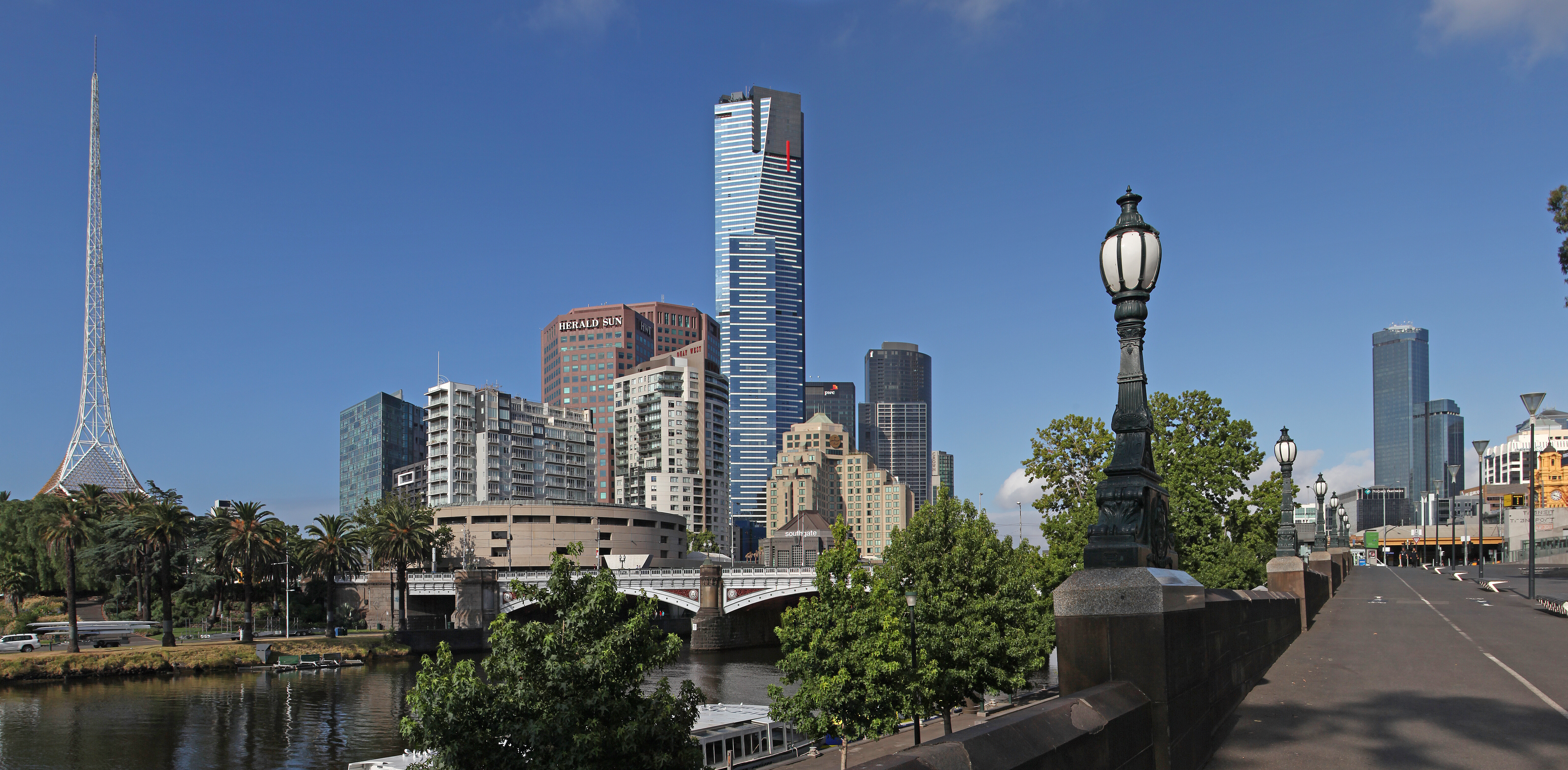